# 케로로 RPG
《케로로 RPG》(Keroro RPG: Kishi to Musha to Densetsu no Kaizoku, ケロロRPG 騎士と武者と伝説の海賊)는 반다이 남코 엔터테인먼트에서 2010년에 제작한 비디오 게임이자 온라인 게임이며 RPG 게임인 게임이다. 케로로 파이터, 케로로 팡팡, 케로로 레이싱과 함께 개구리 하사 케로로를 원작으로 만든 게임이며 케로로 팡팡과 케로로 레이싱과는 달리 투니버스에서 지원하지 않은 게임이다.

## 케로로 RPG의 줄거리와 내용과 이야기
케로로 RPG~ 기사와 무사와 전설의 해적을 다루었고 2010년 3월 4일에 정식 발매되었다. 케로로중사의 미디어믹스 게임으로 DS로 나온 케로로의 게임중에선 5번째 작품이 된다. 이야기의 내용은 케로로가 우연히 입수한 낡은 게임기가 있는데 그것을 가동시키자 왠지 게임 안의 몬스터들이 현실세계에 출현해버린다. 몬스터를 어떻게든 해 보려고 한 케로로 일행은 오히려 게임같은 세계로 빨려들어가며 그곳은 현실세계와 꼭 닮은 사람들이 존재하는 세가지 문명이 교차하는 세계로 도트그림이 되버린 케로로 소대는 세계를 구하고 원래 세계로 다시 귀환한다는 내용을 게임에 담고 있다.

## 케로로 RPG의 등장인물
케로로 RPG에 등장하는 인물들은 다음과 같다.
- . 케로로 중사:무기는 검이며 케로로 소대의 대장이자 총괄자이다. 무자 케로로,해적왕 케로로,용자 케로로로 변신이 가능하고 검뿐만이 아니라 주먹이나 닻으로 적과 싸운다. 물 속성의 공격이나 기술이 많다. 균형 사양의 도표가 골고루 분배되어 있으며 힐을 배울수 있기 때문에 쿠루루가 없을 때는 힐러로 쓸수도 있는 것이 가능하다.

- . 타마마 이등병:케로로 소대의 이등병으로 무기는 너클이며 격투기가 많아 적의 스테이너스를 낮추는 마법을 기억한다. 아시가루 타마마,파괴왕 타마마,투사 타마마로 변신이 가능하며 동일한 수준일 때 소대원중 가장 공어력의 수치가 높다.

- . 기로로 하사:케로로 소대의 기동 보병으로 낭인 기로로,포격왕 기로로,중전사 기로로로 변신이 가능하고 불 속성의 기술이 많다. 동일한 수준일 때 소대원중 가장 방어력의 수치가 높다.

- . 쿠루루 상사:케로로 소대의 통신 참모로 야부이 쿠루루,심해왕 쿠루루,기술사 쿠루루로 변신이 가능하며 초음파의 공격력을 준다. 소대 중에서 유일하게 전속성의 마법을 사용하는 것이 가능하다. 전형적인 마법형 사양 지원이나 강력한 마법을 전폭적으로 사용한다.

- . 도로로 병장:케로로 소대의 암살병으로 두령 도로로,공족왕 도로로,암살자 도로로로 변신이 가능하며 암살 인술이나 도로로 인술로 싸운다. 바람 속성의 기술이 많으며 동일한 수준일 때 속도의 수치가 가장 높으며 적의 정보를 알아보는 염탐기술이나 적의 아이템을 훔쳐 노략질하는 인해전술의 기술을 배울수 있어 활용도는 높으나 방어력은 낮은 편이니 주의해야 한다.

- . 히나다 후유키:등장인물소개란에서 등장한다.

- . 윈터:해적 케로 에리어에 있는 후유키와 닮은 꼴의 캐릭터로 오리지날 같이 오컬드를 좋아한다. 지식이 풍부하고 젊으면서 해적선으로 여행하며 서포트 기술은 응원으로 아군의 BP를 회복시키는 힘내라는 구호이다.

- . 히나다 나츠미:파워드 슈츠를 착용했으며 갑자기 나타난 괴물들과 맞서 싸운다.

- . 서머:기사 케로 에리어에 있는 나츠미와 닮은 꼴의 캐릭터로 기사 에리어 왕국의 왕녀이다. 용감하고 스스로 검을 취해 싸우는 용기와 실력의 소유자이고 서포트 기술은 블레이드 엣지이다.

- . 앙골 모아:케로로들과 함께 날아다니고 있어 이번엔 후보로서 대원들을 지원공조한다. 서포트 기술은 특기인 할마게돈이다.

- . 모아노:무사 케로 에리어에 있는 모아와 닮은 꼴의 행상인으로 비중은 거의 없다.

- . 모아나:해적 케로 에리어에 있는 모아와 닮은 꼴의 캐릭터로 오리지날과 비교하면 해학적인 기질이 있다. 캡틴 프로그의 배를 돌려주는 교환 조건으로서 케로로 소대에 의뢰를 건다.

- . 모아느:기사 케로 에리어에 있는 모아와 닮은 꼴의 유랑 민족으로 자신의 텐트에 케로로 소대를 묵게 해 준다.

- . 모모엘:해적 케로 에리어에 있는 모모카와 닮은 꼴의 인어로 오리지날과 같이 이중인격자이다. 후반부에는 윈터와 만나게 되고 한눈에 반한다. 서포트 기술은 인어의 노래로 대원의 HP를 상당히 회복시키는 효과를 내는 힐 리릭이다.

- . 산노죠:무사 케로 에리어에 있는 사부로와 닮은 꼴의 캐릭터로 사기 주사위 승부사로서 케로로 소대의 앞에 나타나지만 정체는 따로 있다. 서폴드 기술은 주사위 눈으로 여러 가지 효과를 일으키는 천지새이다.

- . 오유키:무사 케로 에리어에 있는 코유키와 닮은 꼴의 캐릭터이다. 산신의 신부로 선택되며 서포트 기술은 부적으로 공격하는 광폭부이다.

- . 나레이터:애니메이션으로 친숙한 이야기인이자 해설자로 이번에도 케로로에 대해 여러가지의 흥미진진한 설명을 넣는것 외에 다음에 무엇을 하면 좋은지 미리 가르쳐줘 암호의 조언을 주게 된다.

- . 게무무:게임의 세계에 마왕으로 일인칭은 나를 뜻하는 아(我)이다. 그의 정체는 케로로 소대가 지구에 오기 전에 지구에 잠복했던 케론인 게무무이다.

- . 아레아:서포트 기술은 목표의 머리 위를 겨냥해 무수한 레이저를 쏘는 샤이니 레인이다.

- . 이링크스:서포트 기술은 채찍에 의한 고속의 난무와 강력한 번개를 내리는 하드 트랜스이다.

- . 미미크리:서포트 기술은 빛의 구슬을 밝혀 적을 하늘 높이 날려 버리는 매지컬 프라이드이다.

- . 산신 카와즈히코:무사 케로 에리어에 있는 전설의 장비인 신기를 지키고 있는 인물이며 어린 외형이지만 실제는 상당한 연령으로 신답게 저주를 풀어줄수 있다. 서폴드 기술은 전원의 HP를 상당하게 대폭으로 회복시키는 천지신명이다.

- . 캡틴 프로그:해적 케로 에리어에 있는 조난당한 케로로 일행을 도와 준 바다의 남자이자 후크 선장이다. 바다의 무법을 용서하지 않는 의리파의 남자로 케로로들의 모험을 협조하여 도와준다. 사람을 돕는 것을 좋아하나 그 때문에 고액의 빚을 현재에 떠맞고 있는 상황이다. 서폴드 기술은 넷탄으로 적의 움직임을 봉쇄하여 적을 멈춰 정지시키는 B슛이다.

- . 레인:기사 케로 에리어에 있는 어떤 나라의 국으로 왕녀를 지키는 근위 기사이다. 검 실력은 출중하여 확실하고 말을 이야기하는 같은 검[케롤스]을 가진다. 성격은 상당한 자신가로 은밀하게 서머에 마음이 있다. 서폴드 기술은 활공하면서 전방 광범위를 베는 스톰 덴스이다.